# La Première Femme
Pour plus de détails, voir Fiche technique et Distribution.
La Première Femme (Brass) est un film américain produit par Warner Bros. et réalisé par Sidney Franklin, sorti en 1923.
Ce film a été conservé au format 16 mm.

## Synopsis
Un jeune homme né à la campagne quitte la ferme familiale pour se lancer dans les affaires en ville. Il se marie une première fois alors qu'il est encore très jeune, mais son mariage est un échec, il divorce et recommence sa vie. Le désespoir de la vie en ce qui concerne un mariage heureux s'impose au jeune homme, dont la seule brève période de bonheur a été vécue lorsqu'il vivait avec une femme qui l'aimait vraiment et qui s'est sacrifiée pour lui.

## Fiche technique
- Titre : La Première femme
- Titre original : Brass
- Réalisation : Sidney Franklin
- Scénario : Julien Josephson d'après la pièce de théâtre de Charles G. Norris
- Producteur : Harry Rapf
- Production : Warner Bros.
- Photographie : Norbert Brodine
- Montage : Hal C. Kern
- Durée: 60 minutes (9 bobines)
- Date de sortie : 
  - États-Unis : 4 mars 1923

## Distribution

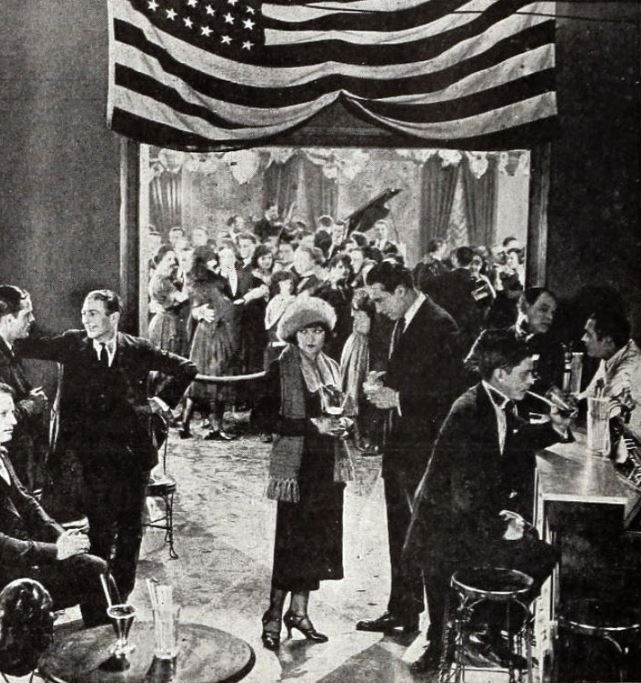
Image extraite du film.

- Monte Blue : Philip Baldwin
- Marie Prevost : Marjorie Jones
- Irene Rich : Mrs. Grotenberg
- Harry Myers : Wilbur Lansing
- Frank Keenan : Frank Church
- Helen Ferguson : Rosemary Church
- Pat O'Malley : Harry Baldwin
- Miss DuPont : Lucy Baldwin
- Ethel Grey Terry : Leila Vale
- Margaret Seddon : Mrs. Baldwin
- Edward Jobson : Judge Baldwin
- Cyril Chadwick : Roy North
- Vera Lewis : Mrs. Jones
- Harvey Clark : George Yost
- Gertrude Bennett : Mrs. Yost
- Bruce Guerin : Baby Paul